# Acanthocarpus verticillatus
Acanthocarpus verticillatus är en sparrisväxtart som beskrevs av Alexander Segger George. Acanthocarpus verticillatus ingår i släktet Acanthocarpus och familjen sparrisväxter. Inga underarter finns listade i Catalogue of Life.